# La muñeca
La muñeca (en albanés, Kukulla.) es una novela del escritor albanés Ismaíl Kadare, publicada en 2015.

## Argumento
En esta novela, Kadare describe el retrato de su difunta madre, una persona a la que Kadare nunca entendió del todo. El protagonista trata de descubrir por qué ella le parecía una muñeca. La novela narra su vida desde el día de su matrimonio con el padre de Kadare hasta el día de su muerte.